# Brigitta Kögler

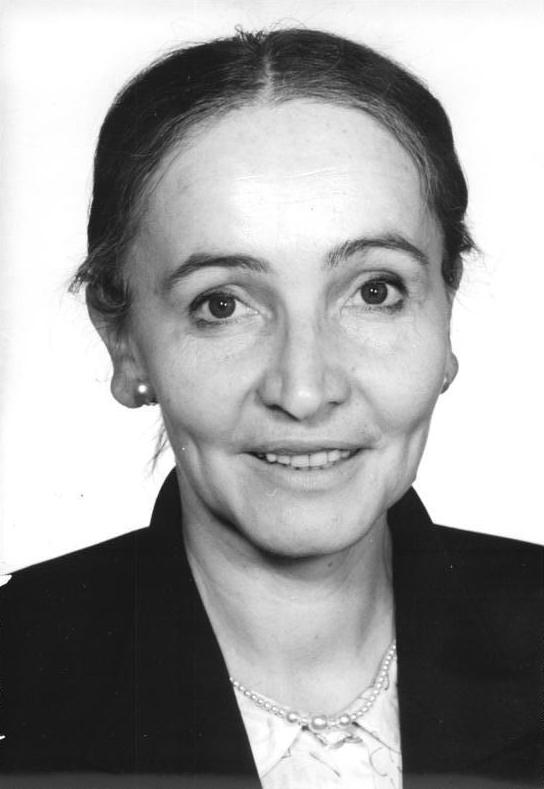
Brigitta Kögler (1990)

Brigitta-Charlotte Kögler (* 5. Februar 1944 in Chemnitz) ist eine deutsche Juristin und Politikerin. Für den Demokratischen Aufbruch (DA) gehörte sie 1990 der frei gewählten Volkskammer der DDR an.

## Leben und Beruf
Kögler wuchs im sächsischen Falkenau auf. Dort ging sie auch die ersten acht Jahre zur Schule. Danach wechselte sie an eine Erweiterte Oberschule nach Klingenthal. Nach Ablegen ihres Abiturs absolvierte sie eine Ausbildung zur Mikrobiologischen Assistentin, in welchem Beruf sie zunächst tätig wurde. 1964 begann sie ein Studium der Rechtswissenschaften an der Friedrich-Schiller-Universität in Jena, das sie 1969 erfolgreich abschloss. Beim VEB Carl Zeiss Jena wurde sie als Bereichsjustitiarin eingestellt. Später arbeitete sie auch im Antennenwerk Bad Blankenburg. Nach einem 1975 begonnenen Rechtsanwaltspraktikum erhielt Kögler 1976 ihre Zulassung als Rechtsanwältin. Seit den 1960ern wurde sie von Ministerium für Staatssicherheit überwacht. Ihr Rechtsanwaltsbüro in Jena, das ihr zugewiesen wurde, war eine frühere konspirative Wohnung des MfS. Die Bespitzelung gipfelte 1988 in einem vorläufigen Berufsverbot. Gleichzeitig wurde sie aufgefordert, die DDR zu verlassen. Kögler blieb jedoch in der DDR, wo sie als Bürgerrechtlerin aktiv wurde.
Kögler lebt in Jena, wo sie seit Oktober 1990 wieder als Rechtsanwältin tätig ist. Ihr Ehemann Helmut Kögler sowie der zweite Sohn Bertram Kögler sind ebenfalls in der Rechtsanwaltskanzlei Kögler, Thietz-Bartram & Coll. in Jena tätig.

## Politik
Bereits während ihres Studiums wurde Kögler Mitglied der National-Demokratischen Partei Deutschlands. Sie verließ die Blockpartei 1968 nach internen Auseinandersetzungen über den Prager Frühling. Neben Friedrich Schorlemmer und Rainer Eppelmann gehörte Kögler im Wendeherbst 1989 zu den Mitbegründern des Demokratischen Aufbruchs, zu dessen stellvertretenden Vorsitzenden sie Ende Oktober 1989 gewählt wurde. Von Dezember 1989 bis März 1990 war sie Mitglied am Zentralen Runden Tisch der DDR. In diesem Gremium war sie an der Ausarbeitung des neuen Wahlgesetzes beteiligt, das bei der freien Volkskammerwahl am 18. März 1990 angewendet wurde. Als Spitzenkandidatin ihrer Partei im Bezirk Karl-Marx-Stadt zog sie in die Volkskammer ein. Dort fungierte sie als stellvertretende Vorsitzende im Verfassungsausschuss und als Sprecherin der gemeinsamen Fraktion aus DA und CDU. Nach der deutschen Wiedervereinigung engagierte sie sich u. a. als gewähltes Mitglied in der Konrad-Adenauer-Stiftung und als stellvertretende Vorsitzende der Aktion Gemeinsinn. Sie trat der CDU bei und ist in der Ortsgruppe Jena aktiv.
Brigitta Kögler, Rechtsanwältin in Jena und stellvertretende Vorsitzende der Aktion Gemeinsinn, ist am 5. Juli 2010 in der Staatskanzlei Thüringen mit dem Bundesverdienstkreuz am Bande geehrt worden.

## Mitgliedschaften
- Mitglied der Konrad-Adenauer-Stiftung
- Vorsitzende des ADIUVAT Anwaltschaft hilft Anwaltschaft e.V.
- Lions Club Jena „Johann Friedrich“
- Vorstand der Aktion Gemeinsinn